# Rio São João (vattendrag i Brasilien, Minas Gerais, lat -20,63, long -41,91)
Rio São Joao är ett vattendrag i Brasilien.   Det ligger i delstaten Minas Gerais, i den sydöstra delen av landet, 800 km sydost om huvudstaden Brasília.
Omgivningarna runt Rio São Joao är en mosaik av jordbruksmark och naturlig växtlighet. Runt Rio São Joao är det ganska tätbefolkat, med 72 invånare per kvadratkilometer.